# 五常街
五常街是台北市中山區及松山區東西向街道之一，東至民族東路與松山機場管制區相隔、西至建國北路三段，中間被五常國中分為兩段，總長約830公尺，其中最東側一小段為東北西南走向。本街最早西至自中山北路二段起，後大幅縮減至現況。

## 歷史沿革

### 早期
五常街最早為大稻埕至內湖的聯絡道路，後來日治時期松山機場闢建，從下埤頭至內湖的路段被切斷。西起中山北路東側，隔此路與民生路對望，沿今民生東路一段至民生東路一段23巷，此後改走東北西南向沿今林森北路399巷等巷弄至今建國北路後改回東西向。

### 1960年代
起點附近的東西向五常街被併入東西向道路開闢並拓寬後的民生東路，起點縮至今民生東路一段23巷。

### 1970年代
隨著網格狀都市開發，中間東北西南向的五常街除了上述提到的巷弄外，除松江路402巷8弄外全數消失。五常街被分割為兩段。

### 1980年代
1982年8月，五常國中開始籌備，本街部分改劃為校地，因此本街再切割為三段。

### 1990年代
1990年區里鄰大幅調整，1991年5月6日此地區門牌大幅改編：建國北路以西的五常街全數劃歸其他道路（現餘下上述三條巷弄），餘下所屬巷弄中山區段，除今11巷、53巷外，通通改劃歸龍江路、民族東路、建國北路。門牌號碼並改編而從頭算起（今單1-99號、雙16號），但松山區段卻維持舊號（單267-281之2號、雙360-370號），因此形成現行門牌號碼不連貫的狀況。

## 沿線設施
- 榮星公園（門牌位於民權東路三段1號）
- 台北市公共自行車租賃系統榮星公園站（門牌位於民權東路三段1號）
- 五常國小（16號）
- 五常國中（大門位於復興北路430巷1號）
- 台北捷運文湖線（復興北路口，最近車站為中山國中站）
- 忠誠新村（牌坊位於370巷與民權東路3段191巷口）

## 歷史事件
- 1997年8月19日，逃亡中的白曉燕命案主嫌一夥和臺北市政府警察局動員的八百餘名警力在此爆發槍戰，造成兩人死亡(嫌犯與警察各一人)。因發生巷弄鄰近本街，因此又被稱為「五常街槍戰」。